# Йорданська вулиця
Йорда́нська ву́лиця — вулиця в Оболонському районі міста Києва, житловий масив Оболонь. Пролягає від проспекту Степана Бандери до вулиці Героїв полку «Азов».
Прилучаються вулиці Приозерна, Олександра Архипенка, Оболонська площа.

## Історія
Вулиця запроектована у 1960-х роках під назвою Східна (№ 5). З 1970 року мала назву вулиця Лайоша Гавро, на честь угорського політичного діяча-інтернаціоналіста Лайоша Гавро. Забудову вулиці розпочато у 1973 році.
У вересні — листопаді 2015 року Київська міська державна адміністрація провела громадське обговорення щодо перейменування вулиці Лайоша Гавро на вулицю Володимира Поляченка, на честь Володимира Поляченка, українського політика, інженера, почесного Президента холдингової компанії «Київміськбуд». Враховуючи результати громадського обговорення, пропозиції мешканців вулиці комісія з питань найменувань ухвалила рекомендувати надати вулиці назву Йорданська.
Сучасна назва вулиці — з 2016 року, від Йорданського озера, поряд з яким вона прокладена.

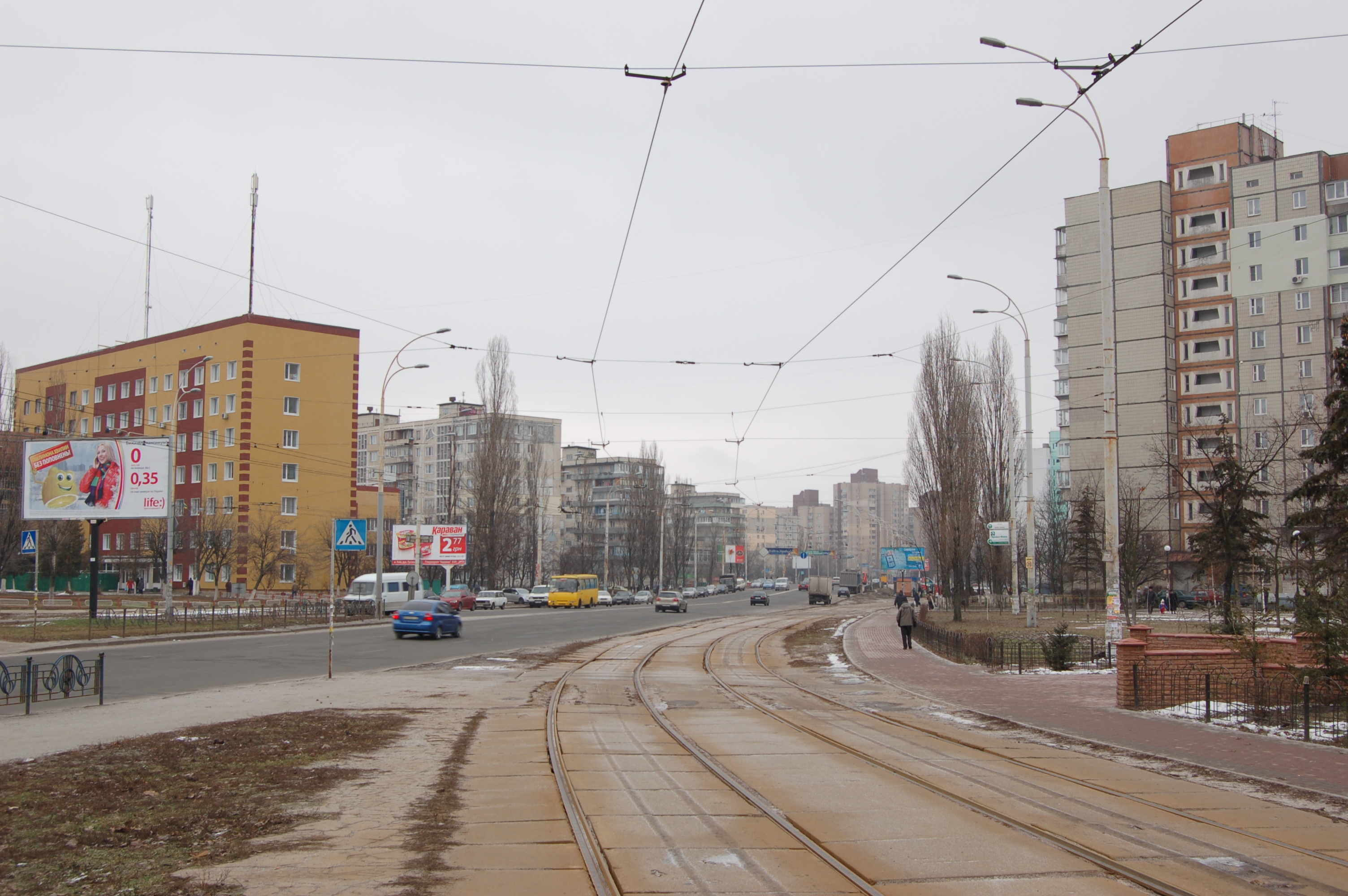
Краєвид від Оболонської площі

## Установи
- СДЮШОР «Зміна» та стадіон «Зміна» (буд. № 24-а).